# Горки лист
Горки лист је бренд пелинковца, горког биљног ликера на бази фернета. Први пут је произведен 1953. Име му алудира на наводна лековита својства.
До 2009. године га је производило државно предузеће Суботичанка из Суботице. После 2009. године, када је Суботичанка отишла у стечај, производња и пуњење Горког листа пребачени су у Словенију. Данас је у власништву словеначког предузећа Гренки лист.